# پل لازارسفلد
پل فلیکس لازارسفلد (به انگلیسی: Paul Lazarsfeld)؛ (۱۳ فوریه ۱۹۰۱ – ۳۰ اوت ۱۹۷۶) جامعه‌شناس اتریشی - آمریکایی، مؤسس دفتر پژوهش‌های اجتماعی کاربردی دانشگاه کلمبیا و تأثرگذار بر تکنیک‌ها و سازماندهی پژوهش‌های اجتماعی بود. یکی از همکارانش پس از مرگش در مورد او گفت: «وی یک جامعه‌شناس آمریکایی نبود بلکه او تعیین کرد جامعه‌شناسی آمریکایی چیست». لازارسفلد گفت هدفش «تولید پل لازارسفلدها» بود. : 3  دو دستاورد اصلی که او با آنها مرتبط است را می‌توان در دو لنز تحلیلی تشریح کرد:موسسات پژوهشی، روش‌شناسی و همچنین خود محتوای پژوهشی وی. او یکی از بنیانگذاران جامعه‌شناسی تجربی سده بیستم بود.جرابیک، هاینک. پل لازارسفلد - بنیانگذار جامعه‌شناسی تجربی مدرن: زندگینامه پژوهشی، مجله بین‌المللی پژوهش‌های افکار عمومی صص ۱۳:۲۲۹–۲۴۴ (۲۰۰۱)</ref>

## اتریش
لازارسفلد از پدر و مادری یهودی در وین زاده شد: مادرش «درمانگر آدلری»، «سوفی لازارسفلد» (۲۴ سپتامبر ۱۹۷۶–۲۶ می ۱۸۸۱) و پدرش رابرت یوزف (۱۹ اکتبر ۱۸۷۲–۱۹۳۹) وکیل بود. او در مدارس وین تحصیل کرد و سرانجام در رشته ریاضی دکترا دریافت نمود (رساله دکترایش به جنبه‌های ریاضی نظریه گرانشی اینشتین می‌پردازد). در دهه ۱۹۲۰، او در محافل فیلسوفان «حلقه وین»، از جمله اتو نویرات و رودلف کارناپ رفت و آمد داشت و به عنوان یک سوسیالیست فعال فعالیت می‌کرد. او با تخصص خود در ریاضیات و روش‌های کمّی به جامعه‌شناسی آمد و در چندین مطالعه کمّی شرکت کرد، از جمله در ۱۹۳۰–۱۹۳۱ طرحی اجرا کرد که احتمالاً اولین نظرسنجی علمی شنوندگان رادیو بود. در سال ۱۹۲۶ با جامعه‌شناس، «ماری جاهدا» ازدواج کرد. آنها به همراه هانس زایزل مطالعه کلاسیکی در مورد تأثیر اجتماعی بیکاری بر یک جامعه کوچک نوشتند: بیکارهای مارینتال (۱۹۳۲، ویرایش انگلیسی ۱۹۷۱). او در سال ۱۹۳۴ از ماری طلاق گرفت و با همکارش «هرتا هرتزوگ» ازدواج کرد ولی در سال ۱۹۴۵ از او هم طلاق گرفت.

## مهاجرت به آمریکا
مطالعه «بیکارهای مارینتال» توجه بنیاد راکفلر را به خود جلب کرد و منجر به پرداخت کمک هزینه سفر دو ساله به ایالات متحده شد.
لازارسفلد به آمریکا سفر کرد و از سال ۱۹۳۳ تا ۱۹۳۵ در اداره امداد اضطراری فدرال کار کرد. به مرور تماس برقرار ساخت و از معدود دانشگاه‌هایی بازدید کرد که برنامه‌های مرتبط با پژوهش‌های تجربی علوم اجتماعی داشتند. در همین زمان لازارسفلد با دو نفر ملاقات کرد: با لوتر فرای در دانشگاه روچستر که منجر به الهام گرفتن از پژوهش‌های انجام شده در «نفوذ شخصی» گردید که حدود بیست سال بعد نوشته شد و با رابرت اس. لیند که مطالعه «میدل تاون» را نوشته بود. لیند نقش اصلی را در کمک به لازارسفلد برای مهاجرت به ایالات متحده ایفا کرد. او را برای ریاست مرکز نیوآرک و دفتر پژوهش‌های رادیویی پرینستون پیشنهاد و توصیه کرد. لازارسفلد با یک شرکت غیرانتفاعی روان‌شناسی تماس گرفت که به ارائه تکنیک‌های روان‌شناسی کاربردی و تجاری اختصاص داشت و تعدادی پروژه را پیشنهاد کرد ولی به سبب نداشتن ارزش تجاری کافی یا مشارکت بیش از حد رد شدند. او همچنین به جان جنکینز، روان‌شناس کاربردی در دانشگاه کورنل خواست تا مقدمه‌ای بر آماری که لازارسفلد برای دانش‌آموزانش در وین نوشته بود («با ارقام بگو») بنویسد. در نهایت، او پژوهش در مورد ایده‌های ارائه شده در کتاب پرخواننده «هنر پرسیدن چرا» (۱۹۵۳) را دنبال کرد که مفهوم لازارسفلد از «تحلیل عقل» را توضیح می‌داد.

## نیوآرک
در پایان دوره کمک هزینه تحصیلی در سال ۱۹۳۵، چون بازگشت به وین به سبب جو سیاسی خوشایند نبود، لازارسفلد تصمیم گرفت در آمریکا بماند تا
شاید بتواند از مدیر کار امداد دانشجویی اداره ملی جوانان که دفتر مرکزی آن در دانشگاه نیوآرک است (اکنون پردیس نیوآرک دانشگاه راتگرز) منصبی بگیرد. یک سال بعد، او مؤسسه‌ای را در نیوآرک در راستای مرکز پژوهشی وین خود، تأسیس و در حوزه نظرسنجی فعال کرد که لازارسفلد احساس می‌کرد مهم‌ترین فعالیت او بود. لازارسفلد مؤسسه خود را پل مهمی بین مدل‌های پژوهشی اروپایی و آمریکایی می‌دانست و مایل بود آینده مؤسسه را مقدم بر حرفه شخصی خود قرار دهد. به عنوان مثال، برای اینکه مرکز نیوآرک کارکنان بیشتری داشته باشد، لازارسفلد با نام مستعار کار می‌کرد. مرکز نیوآرک به وضوح در ایجاد علاقه به مطالعات تجربی و لازارسفلد به عنوان مدیر پژوهش‌ها موفق بود. پژوهش‌های انجام شده در مرکز بین سال‌های ۱۹۳۵ و ۱۹۳۷ (شامل پژوهش برای کتاب میررا کوماروفسکی مرد بیکار و خانواده اش) نشان داد که پژوهش‌های تجربی می‌تواند برای کسب و کار و دانشگاه مفید و خوشایند باشد. تحت پژوهش‌های اداری، همان‌طور که او چارچوب خود را نامید، یک ستاد بزرگ و متخصص در یک مرکز پژوهشی کار می‌کرد و مجموعه‌ای از روش‌های پژوهشی علمی - اجتماعی را به کار می‌برد: بررسی بازار انبوه، تجزیه و تحلیل آماری داده‌ها، کار گروهی متمرکز، حل مسایل خاص برای مشتریان خاص و غیره… بودجه نه تنها از دانشگاه بلکه از سوی مشتریان تجاری تأمین می‌شد که قراردادهای طرح‌های پژوهی را منعقد می‌کردند. این امر باعث انجام مطالعاتی مانند دو گزارش طولانی برای صنایع لبنی در مورد عوامل مؤثر بر مصرف شیر شد و پرسشنامه‌ای که به مردم اجازه می‌دهد ارزیابی کنند آیا بیش از حد خرید می‌کنند یا خیر (برای مجله کاسموپولیتن).
زمانی که لازارسفلد در نیوآرک بود، به ریاست دفتر پرینستون طرح پژوهش‌های رادیویی منصوب شد که بعدها به کلمبیا منتقل شد. در سال ۱۹۳۷، او برای اولین بار تلاش کرد تا طرح را به نیوآرک منتقل کند و زمانی که این درخواست رد شد، وقت خود را بین طرح و مؤسسه خود در نیوآرک تقسیم کرد. و می‌ترسید (به درستی، شاید) مؤسسه بدون مدیریت او شکست بخورد. در طرح، لازارسفلد اهدافی را گسترش داد که دستیاران، هدلی کانتریل و فرانک استانتون در نظر گرفته بودند و در شماره ویژه مجله روان‌شناسی کاربردی در فوریه ۱۹۳۹، ویرایش شده توسط لازارسفلد، او برخی از پژوهش‌های متنوعی که طرح در آن انجام شده بود را با هم گره زد. لازارسفلد احساس کرد این انتشار ضروری است زیرا هیچ نظریه مرکزی قابل مشاهده نبود: «ما پچ‌پچ‌های را می‌شنیدیم مبنی بر اینکه افراد مهم می‌پرسند آیا می‌دانیم چه کار می‌کنیم یا نه» (لازارسفلد، ۱۹۶۹) ولی در بهار ۱۹۳۹، مدیران بنیاد راکفلر هنوز متقاعد نشده بودند و پیش از تمدید بودجه، به شواهد محکم‌تری برای موفقیت نیاز داشتند. نتیجه «رادیو و صفحه چاپی» بود. این دو نشریه کمک زیادی به تحکیم و تعریف حوزه ارتباطات کردند.

## کلمبیا
بعد از درگیری با کانتریل که ممکن است ماهیت مالی داشته باشد، طرح پژوهشی رادیویی به دانشگاه کلمبیا منتقل و به اداره پژوهش‌های اجتماعی واگذار شد. در کلمبیا، جهت پژوهش به رأی‌گیری متمایل گردید و یافته‌های این مطالعه در نوامبر ۱۹۴۰ با عنوان «انتخاب مردم» منتشر شد، کتابی که تأثیر بسیاری بر ماهیت پژوهش‌های سیاسی داشت.
در طول دهه ۱۹۴۰، ارتباطات جمعی خود را به عنوان یک حوزه در جای خود تثبیت کرد. علاقه لازارسفلد به عناصر متقاعدکننده رسانه‌های جمعی در طول جنگ جهانی دوم به موضوعی بسیار مهم تبدیل شد و این منجر به افزایش توجه و بودجه برای پژوهش‌های ارتباطی گردیدد. در دهه ۱۹۵۰، نگرانی‌های فزاینده‌ای در مورد قدرت رسانه‌های جمعی وجود داشت و لازارسفلد با الیهو کاتز کتاب نفوذ شخصی را منتشر کرد که نظریه جریان دومرحله‌ای ارتباط، رهبری نظر و جامعه به عنوان فیلترهایی برای رسانه‌های جمعی را مطرح کرد. او همراه با رابرت کی. مرتن ایده کژکارکرد رسانه‌ای را با توجه به نقش‌های کارکردی آن در جامعه بررسی کرد که به انتشار کتاب ارتباطات جمعی، سلیقه مردمی، و کنش اجتماعی سازمان‌یافته ختم شد.
سهم او در «جریان دومرحله‌ای ارتباط» از رسانه‌ها گرفته تا رهبران افکار و سپس دیگران، پژوهش‌های او در مورد ویژگی‌های رهبران عقیده، انتشار نوآوری‌های پزشکی، استفاده و رضایت شنوندگان از سریال‌های روزانه رادیویی و غیره. پژوهش‌های او منجر به ازدواج بین «ارتباطات میان‌فردی» و «ارتباطات جمعی» گردید. در سال ۱۹۵۶ او به عنوان همکار انجمن آماری آمریکا انتخاب شد.

## نفوذ
کمک‌های فراوان لازارسفلد به روش جامعه‌شناسی، عنوان «بنیان‌گذار جامعه‌شناسی تجربی مدرن» را برای او به ارمغان آورده‌است. لازارسفلد در بررسی آماری تحلیل، پانل پیشرفت‌های بسیاری کرد: روش‌ها، تحلیل ساختار نهفته و تحلیل زمینه‌ای. او همچنین یکی از بنیان‌گذاران جامعه‌شناسی ریاضی به‌شمار می‌رود. بسیاری از ایده‌های او چنان تأثیرگذار بوده‌اند که اکنون بدیهی تلقی می‌شوند. او همچنین به‌خاطر توسعه مدل جریان ارتباطی دومرحله‌ای مشهور است.
لازارسفلد همچنین با آموزش بسیاری از جامعه‌شناسان جوان، کمک چشمگیری کرد. یکی از زندگی‌نامه‌نویسان لازارسفلد، پل نورات، می‌نویسد ده‌ها کتاب و صدها مقاله از شاگردان و شاگردان شاگردانش وجود دارد که همه آنها هنوز از روح کار این مرد دمیده می‌شود.یکی از شاگردان موفق لازارسفلد بارنی گلاسر مبلغ نظریه پایه (GT) استنادشده‌ترین روش جهان برای تجزیه و تحلیل داده‌های کیفی بود. تشکل‌های شاخص و ریاضیات کیفی موضوعاتی بودند که توسط لازارسفلد تدریس می‌شد و بر اساس گفته گلاسر مؤلفه‌های مهم روش GT هستند. جیمز ساموئل کلمن، مشارکت‌کننده مهم در نظریه‌های اجتماعی آموزش و پرورش و رئیس انجمن جامعه‌شناسی آمریکا، نیز دانشجوی لازارسفلد در دانشگاه کلمبیا بود.
مهم‌ترین مشارکت پل لازارسفلد، به باور خودش نیز، نسخه بتای مؤسسه پژوهشی بود که در محیط دانشگاهی مستقر شد. او برای ایجاد مؤسسه در خارج از کشور به وین سفر کرد. سپس اقدام به ایجاد دو شعبه در ایالات متحده کرد که مهم‌ترین آنها با دفتر پژوهش‌های اجتماعی کاربردی در دانشگاه کلمبیا بود. معتبرترین دوره این دفتر زمانی بود که لازارسفلد مدیر، معاون و همچنین پژوهشگر فعال آن بود. در این زمان بود. که این دفتر توانست تقریباً یک میلیون دلار را جذب و توزیع کند و مطالعات مختلفی را انجام دهد. این مهم‌ترین کمک او بود زیرا توانست یک طرح تجاری برای تولید دانش از منظری غیرانتفاعی و در عین حال بدون بدهی ایجاد کند. مهم بود زیرا مدلی شد که در دانشگاه‌های دیگر تکرار شد. اجرای پژوهش‌ها را مقرون به صرفه و سازمان‌یافته ساخت.
یکی دیگر از کمک‌های مهم پل لازارسفلد، پیشرفت در پژوهش‌های اثرات رسانه‌ای بود که او توانست آن را به ثمر برساند. به گفته اورت راجرز، مهم‌ترین مشارکت‌های روش‌شناختی لازارسفلد، تحلیلگر برنامه لازارسفلد - استنتون و مصاحبه گروهی متمرکز بود. تحلیلگر برنامه لازارسفلد - استنتون، یا به قول او «آنی کوچولو»، دستگاهی را در اختیار مخاطبان قرار می‌داد که یک دکمه قرمز و یک دکمه سبز داشت. هنگامی که یک مخاطب آزمایشی محتوای واسطه‌ای را مشاهده می‌کرد، می‌توانست فوراً از طریق این دو دکمه ارتباط برقرار کند و اعلان کند آنچه را مشاهده می‌کند دوست‌داشتنی هست یا نیست. دومین روش پژوهشی که در کنار «آنی کوچولو» مورد استفاده قرار گرفت، «مصاحبه گروهی متمرکز» بود.
پس از استفاده از ابزار و مشاهده مصنوع، شرکت‌کنندگان در پژوهش پرسشنامه‌ای را پر و سپس در مورد محتوا بحث می‌کردند. این ابزار یک مزیت بود زیرا به محتوای پخش اجازه می‌داد بازنگری و از نظر اثربخشی رتبه‌بندی شود. همچنین برای اندازه‌گیری واقعی تحلیل مخاطب و دریافت پیام از طریق یک کانال واسطه، مفید بود. این ابزارها داده‌های کمی و کیفی را تولید کردند.
مشارکت‌های او در اندازه‌گیری شامل روش‌های نوآورانه نظرسنجی مانند بررسی «پانل طولی» است که در مطالعه سال ۱۹۴۰ خود در ایری، اوهایو استفاده کرد. او در تجزیه و تحلیل داده‌ها با تکنیک‌های مختلفی مانند جداول احتمالی ۲×۲، تحلیل‌های فرکانس، نمودارهای پراکندگی و روش‌های ترکیبی مانند گروه‌های تمرکز مشارکت داشت.
پل لازارسفلد مدتی رئیس انجمن جامعه‌شناسی آمریکا (ASA) (۱۹۹۲) و انجمن آمریکایی برای پژوهش‌های افکار عمومی بود. او مدارک افتخاری را از بسیاری از دانشگاه‌ها از جمله دانشگاه شیکاگو، دانشگاه کلمبیا، دانشگاه وین و دانشگاه سوربن دریافت کرد. مرکز پژوهش‌های اجتماعی دانشگاه کلمبیا به نام او، تغییر نام داده‌است. جایزه پیشرفت شغلی بخش «روش‌شناسی انجمن جامعه‌شناسی آمریکا» نیز به افتخار او نامگذاری شده‌است. همان‌طور که برترین جایزه نظریه انجمن ارزیابی آمریکا است.

## انتقاد
اگرچه دفتر پژوهش‌ها کار بزرگی بود ولی بدون نقص نبود. لازارسفلد تأکید داشت یک مؤسسه پژوهشی می‌تواند به صورت سازمان‌یافته باشد ولی واقعاً مدیریت و رهبری، موفقیت آن را مشخص می‌کند. لازارسفلد نزدیک به دو دهه موفق بود. با این حال، همکاران درون این نظام خاص می‌توانند روش‌ها و شگردهای مؤسسه را دستکاری و در نتیجه برنامه را از مسیر خارج کنند. یکی دیگر از پیامدهای منفی نوع مدیریت لازارسفلد این بود که روش سازمان بر اساس ترجیحات وی تعیین می‌شد. در این مورد اجازه نمی‌داد از آمار استفاده شود و مجموعه یافته‌ها قابل تکرار و تعمیم نیستند.
بخش عمده‌ای از پژوهش‌های لازارسفلد به فرایند تصمیم‌گیری فردی و نحوه تأثیرگذاری آن توسط رسانه‌های جمعی مربوط می‌شود. مطالعه مارینتال یک استثنا بود و نسبت به «جامعه» تعصب داشت ولی در تمام مطالعات انجام شده در محلات پس از مارینتال (به عنوان مثال، سندوسکی، المیرا و دکاتور)، به وضوح «فرد» واحد تحلیل بود. در حالی که لازارسفلد دستور کار پژوهشی خود را تنها رویکرد برای پژوهش‌های ارتباطی نمی‌دانست ولی دیگران از هزینه‌های «مدیریت» او بر پژوهش‌های تجربی انتقاد می‌کردند که با بودجه تجاری و نظامی پرداخت می‌شد.
پیشرفت پژوهش‌های اداری، سندی مؤثر برای منتقدان فراهم ساخت. تئودور آدورنو که زیر نظر لازارسفلد در طرح رادیویی کار کرده بود، به نمایندگی سنت فکریی - نکتب فرانکفورت - رسید که با تعهد لازارسفلد به تجربه‌گرایی و تمایل به همکاری با صنعت در تضاد بود. به همین ترتیب، تمرکز لازارسفلد بر کشف تجربی به جای (به قول سی. رایت میلز بینش جامعه‌شناختی) نظریه کلان یکی از انگیزه‌هایی بود که رابرت کی. مرتن را به توسعه سوق داد. چیزی که او آن را نظریه برد متوسط نامید.
از نظر نقاط ضعف، به افراد می‌نگریست و ساختار اجتماعی بزرگتر و روابط قدرت درون آن را نادیده می‌گرفت. او بیشتر در حوزه پژوهش‌های اداری کار می‌کرد.
وی بررسی‌های بسیاری انجام داد ولی تمایلی به تعمیم یافته‌های خود به گروه بزرگتری نداشت. اگرچه در مطالعه سال ۱۹۴۰ اثرات شناختی قدرتمندی را یافت که توسط رسانه‌ها تولید شده بود ولی ترجیح داد از فرضیه حداقل اثرات پشتیبانی کند.
در پایان، او فکر می‌کرد ایده‌هایش در مورد پژوهش‌های تجربی به اندازه‌ای که او امیدوار بود مورد استقبال قرار نگرفت. لازارسفلد در یکی از آخرین مقالات منتشر شده خود، پژوهش‌های ارتباطی و کاربردهای آن: یک پس‌اسکریپت (۱۹۷۶)، ابراز تاسف کرد که موج ضد پژوهش‌های تجربی برگشته است و در حالی که تعداد فزاینده‌ای از نویسندگان نیاز [به ایجاد کاربرد را ابراز کردند. موضوع تحقیق]، مسلماً موضوع مورد تقاضای عمومی در میان جامعه‌شناسان نبود.»

## همکاری با مرتن
لازارسفلد به سبب توانایی در ایجاد همکاری‌های سازنده با طیف وسیعی از متفکران مورد توجه قرار گرفت. یکی از مشهورترین همکارانش، رابرت کی. مرتن بود. مرتن و لازارسفلد هر دو عضو جدید هیئت علمی در گروه جامعه‌شناسی دانشگاه کلمبیا بودند که در سال ۱۹۴۱ استخدام شده بودند. مرتن به عنوان یک نظریه‌پرداز نوپا ولی لازارسفیلد یک متخصص روش‌شناسی در نظر گرفته می‌شد. ظاهراً آنان تماس چندانی با هم نداشتند تا اینکه مرتن و همسرش عصر شنبه ۲۳ نوامبر ۱۹۴۱ برای شام به آپارتمان لازارسفلد در منهتن آمدند. به محض ورود، لازارسفلد به مرتن گفت دفتر آمار و ارقام جدید دولت ایالات متحده از او خواسته‌است تا یک برنامه رادیویی را ارزیابی کند؛ بنابراین مرتن با لازارسفلد به استودیوی رادیو رفتند و همسران خود را در آپارتمان لازارسفلد شام نخورده تنها گذاشتند. ازارسفلد از تحلیلگر مشهور «برنامه استانتون لازارسفلد» برای ضبط پاسخ‌های شنوندگان استفاده می‌کرد و در مصاحبه‌های بعدی که آنها انجام دادند، مرتن در حصول اطمینان از پاسخ صحیح به پرسش‌ها نقش داشت. باور بر این بود که این شروع مصاحبه گروهی متمرکز یا چیزی است که ما اکنون به عنوان گروه کانونی می‌شناسیم. : 278  همچنین آغاز یک همکاری غنی و تأثیرگذار در زمینه مطالعات ارتباطات بود.
مقاله‌ای که لازارسفلد و مرتن بیشتر به خاطر آن شناخته شده‌اند، «ارتباطات جمعی، سلیقه مردمی و کنش اجتماعی سازمان‌یافته» (۱۹۴۸) آنهاست.
این مقاله که به‌طور گسترده گلچین گردیده، به عنوان متنی متعارف در مطالعات رسانه‌ای پیشنهاد شده‌است. لازارسفلد و مرتن به دنبال درک علاقه فزاینده عمومی به مسایل رسانه‌های ارتباط جمعی بودند.: 230  پس از بررسی انتقادی رویکردهای رایج و مسئله‌ساز در رسانه‌های جمعی با توجه به اینکه حضور محض این رسانه‌ها ممکن است جامعه ما را آن قدر که تصور می‌شود تحت تأثیر قرار ندهد: 233  آنها از طریق سه جنبه از آنچه به عنوان مسئله می‌بینند، کار خود را انجام می‌دهند. آن‌ها سه «کارکرد اجتماعی» را برجسته می‌کنند که سایه‌ای طولانی تا امروز انداخته‌است:
- اولین کارکرد، پایگاه اجتماعی کارکرد اعطایی است یا روشی که «رسانه‌های جمعی به موضوعات عمومی، افراد، سازمان‌ها و جنبش‌های اجتماعی وضعیت می‌دهند».[۱۰]
- دوم کارکرد «اجرای هنجارهای اجتماعی» که در آن رسانه‌های جمعی از افشای عمومی رویدادها یا رفتارها استفاده می‌کنند تا «انحراف از این هنجارها را در معرض دید عموم قرار دهند».[۱۰] : 235
- سومین کارکرد و شاید شناخته‌شده‌ترین کارکرد، کژکارکرد رسانه‌ای است که در آن انرژی‌های افراد جامعه به‌طور سیستماتیک از کنش سازمان‌یافته دور می‌شوند به دلیل زمان و توجه مورد نیاز برای همگام شدن با خواندن یا گوش دادن به رسانه‌های جمعی: «قرار گرفتن در معرض این سیل اطلاعات ممکن است به جای ایجاد انرژی برای خواننده یا شنونده معمولی، به مواد مخدر کمک کند.[۱۰]

بقیه مقاله لازارسفلد و مرتن ساختار مالکیت و کارکرد رسانه‌های جمعی خاص ایالات متحده را مورد بحث قرار می‌دهد، به‌ویژه این واقعیت که در مورد مجلات، روزنامه‌ها و رادیو، تبلیغات از شرکت حمایت می‌کند: «تجارت بزرگ تولید و توزیع رسانه‌های جمعی را تأمین مالی می‌کند [...] کسی که پول می‌دهد عموماً آهنگ می‌گوید». : 236  آنها به مشکلات متعاقب سازگاری اجتماعی اشاره می‌کنند و تأثیر آن را بر ذائقه عمومی در نظر می‌گیرند (جنجالی که تا کنون بی وقفه ادامه دارد). بخش پایانی مقاله به موضوعی می‌پردازد که در دوره پس از جنگ جهانی دوم برجسته بود یعنی تبلیغات برای اهداف اجتماعی. در اینجا آنها سه شرط را برای مؤثر جلوه دادن چنین تبلیغاتی پیشنهاد می‌کنند که عبارتند از:
- «انحصارگرایی» (حذف تبلیغات ضد)،
- «کانالیزاسیون» (گرفتن رفتار تثبیت شده و جذب آن در جهتی خاص) و
- «تکمیل» (تقویت پیام‌های رسانه‌های جمعی از طریق تماس چهره به چهره در سازمان‌های محلی). مقاله کلاسیک لازارسفلد و مرتن مدت‌هاست که به عنوان نقطه اوج سنت تأثیرات غالب در نظریه ارتباطات مورد انتقاد قرار گرفته‌است. با این حال، گزارش‌های تجدیدنظرطلب اکنون توجه را به ترکیبی از ایده‌هایی که از سنت‌های ارتباطی «انتقادی» دارد، به همان اندازه که رویکردهای تجربی، روش‌شناختی و کمی دارد، جلب کرده‌اند.[۱۱]

## مرگ
پل فلیکس لازارسفلد در ۷۵ سالگی در ۳۰ اوت ۱۹۷۶ و مادرش، سوفی در ۹۵ سالگی در ۲۴ سپتامبر ۱۹۷۶ (۲۴ روز پس از پسرش) درگذشت. پل با «ماری جاهدا» صاحب یک دختر به نام «لوته فرانزیسکا» (زاده ۱۷ ژوئیه ۱۹۳۰) شد که بعدها با نام «لوته بیلین»، استاد مدیریت در مؤسسه فناوری ماساچوست شد. پل با همسر سوم خود، «پاتریشیا کندال»، صاحب یک پسر به نام «رابرت کندال لازارسفلد» (زاده ۱۵ آوریل ۱۹۵۶) شد که استاد ریاضیات در دانشگاه استونی بروک است و کتاب «اثبات در هندسه جبری» (اسپرینگر) را در سال ۲۰۰۴ منتشر کرد.